# Daniel Gilford
Daniel Gilford (3 marzo 2001) è un calciatore anglo-verginiano, portiere del VG United e della Nazionale di calcio delle Isole Vergini Britanniche.

## Carriera

### Nazionale
Ha debuttato con la nazionale delle Isole Vergini Britanniche il 3 giugno 2022, nel pareggio 1-1 contro le Isole Cayman.

## Statistiche

### Cronologia presenze e reti in nazionale
Aggiornato al 20 maggio 2023

| Cronologia completa delle presenze e delle reti in nazionale ― Isole Vergini Britanniche | Cronologia completa delle presenze e delle reti in nazionale ― Isole Vergini Britanniche | Cronologia completa delle presenze e delle reti in nazionale ― Isole Vergini Britanniche | Cronologia completa delle presenze e delle reti in nazionale ― Isole Vergini Britanniche | Cronologia completa delle presenze e delle reti in nazionale ― Isole Vergini Britanniche | Cronologia completa delle presenze e delle reti in nazionale ― Isole Vergini Britanniche | Cronologia completa delle presenze e delle reti in nazionale ― Isole Vergini Britanniche | Cronologia completa delle presenze e delle reti in nazionale ― Isole Vergini Britanniche |
| Data                                                                                     | Città                                                                                    | In casa                                                                                  | Risultato                                                                                | Ospiti                                                                                   | Competizione                                                                             | Reti                                                                                     | Note                                                                                     |
| ---------------------------------------------------------------------------------------- | ---------------------------------------------------------------------------------------- | ---------------------------------------------------------------------------------------- | ---------------------------------------------------------------------------------------- | ---------------------------------------------------------------------------------------- | ---------------------------------------------------------------------------------------- | ---------------------------------------------------------------------------------------- | ---------------------------------------------------------------------------------------- |
| 3-6-2022                                                                                 | Tortola                                                                                  | Isole Vergini Britanniche                                                                | 1 – 1                                                                                    | Isole Cayman                                                                             | CONCACAF Nations League 2022-2023 - 1º Turno                                             | -1                                                                                       |                                                                                          |
| 7-6-2022                                                                                 | George Town                                                                              | Isole Cayman                                                                             | 1 – 1                                                                                    | Isole Vergini Britanniche                                                                | CONCACAF Nations League 2022-2023 - 1º Turno                                             | -1                                                                                       |                                                                                          |
| 13-6-2022                                                                                | Mayagüez                                                                                 | Porto Rico                                                                               | 6 – 0                                                                                    | Isole Vergini Britanniche                                                                | CONCACAF Nations League 2022-2023 - 1º Turno                                             | -6                                                                                       |                                                                                          |
| 23-3-2023                                                                                | Tortola                                                                                  | Isole Vergini Britanniche                                                                | 1 – 3                                                                                    | Porto Rico                                                                               | CONCACAF Nations League 2022-2023 - 1º Turno                                             | -3                                                                                       |                                                                                          |
| 9-9-2023                                                                                 | Tortola                                                                                  | Isole Vergini Britanniche                                                                | 3 – 1                                                                                    | Turks e Caicos                                                                           | CONCACAF Nations League 2023-2024 - Fase a gironi                                        | -1                                                                                       |                                                                                          |
| Totale                                                                                   |                                                                                          | Presenze                                                                                 | 5                                                                                        |                                                                                          | Reti                                                                                     | -12                                                                                      |                                                                                          |